# Nabój .30-06 Springfield

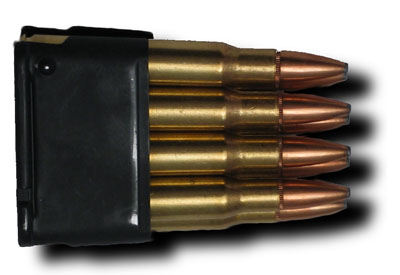
Naboje 30-06 w ładowniku karabinu M1 Garand

30-06 Springfield (7,62×63mm Springfield) – amerykański nabój karabinowy.
Nabój 30-06 został przyjęty do uzbrojenia w 1906 i zastąpił starszy nabój .30-40. W 1926 i 1940 roku wprowadzono do uzbrojenia zmodernizowane wersje naboju 30-06 różniące się pociskiem.
Nabój 30-06 został w czasie II wojny światowej przyjęty do uzbrojenia wielu krajów, po wojnie był używany między innymi w Belgii, Luksemburgu i Brazylii. Od 1954 roku w związku z wprowadzeniem standardowego naboju karabinowego NATO (7,62 × 51 mm) nabój 30-06 był stopniowo wycofywany z uzbrojenia, ale nadal jest produkowany jako amunicja do broni kolekcjonerskiej, myśliwskiej i sportowej.

## Wersje

### USA
- Cartridge .30 M1 Ball – nabój z pociskiem zwykłym z rdzeniem ołowianym (masa pocisku 11,3 g, prędkość początkowa 805 m/s).
- Cartridge .30 M2 Ball – nabój z pociskiem zwykłym z rdzeniem ołowianym (masa pocisku 9,85 g, prędkość początkowa 855 m/s).
- Cartridge .30 Armor Piercing, M2 – nabój z pociskiem przeciwpancernym z rdzeniem stalowym (masa pocisku 10,69 g, prędkość początkowa 829 m/s).
- .30 Armor Piercing Incendiary, M14 – nabój z pociskiem przeciwpancerno-zapalającym z rdzeniem stalowym (masa pocisku 9,72 g, prędkość początkowa 849 m/s).
- .30 Incendiary, M1 – nabój z pociskiem zapalającym (masa pocisku 9,07 g, prędkość początkowa 901 m/s).
- Tracer, M25 – pocisk smugowy (masa pocisku 9,46 g, prędkość początkowa 814 m/s.
- Rifle Grenade Cartridge, M3 – nabój ślepy do miotania granatów nasadkowych.
- Dummy, M40 – nabój treningowy (bez ładunku miotającego).
- Match, M72 – o zmniejszonym rozrzucie (do karabinów wyborowych).
- M22 – pocisk wykonany ze sproszkowanego ołowiu i bakelitu rozpadający się po uderzeniu w przeszkodę (masa pocisku 7 g, prędkość początkowa 396 m/s).

### Wielka Brytania
- Mk 4Z – pocisk zwykły (masa pocisku 9,72 g, prędkość początkowa 855 m/s).
- G Mk 1 – pocisk smugowy (masa pocisku 9,72 g).
- B Mk 2 – pocisk zapalający (masa pocisku 9,98 g, prędkość początkowa 870 m/s).

### Belgia
- pocisk zwykły – masa pocisku 9,75 g, prędkość początkowa 845 m/s.
- pocisk przeciwpancerny – masa pocisku 10,51 g, prędkość początkowa 830 m/s.